# Classe Neptuno
A classe Neptuno foi uma classe de submarinos ao serviço da Marinha Portuguesa.
Os submarinos foram construídos em 1940 na Inglaterra, incluídos num terceiro grupo da classe S britânica. Foram adquiridos pela Marinha Portuguesa à Royal Navy em 1948, indo complementar e substituir gradualmente os submarinos da classe Delfim, que estavam ao serviço desde 1934.
Estes submarinos formaram a 3ª esquadrilha de submarinos da Marinha Portuguesa. Os três submarinos foram baptizados com designações ligadas ao Mar, cuja inicial era a letra N.
Por sua vez os submarinos da Classe Neptuno, foram substituídos, entre 1967 e 1969, pelos da classe Albacora.

## Unidades
| Número de amura | Nome        | Comissão em Portugal | Abate ao serviço | Observações              |
| --------------- | ----------- | -------------------- | ---------------- | ------------------------ |
| S 160           | NRP Narval  | 1948                 | 1969             | ex-HMS Spur              |
| S 161           | NRP Náutilo | 1948                 | 1969             | ex-HMS Saga (P 257)      |
| S 162           | NRP Neptuno | 1948                 | 1967             | ex-HMS Spearhead (P 263) |